# تفتق
الثمرة المنفتقة هي ثمرة بسيطة جافة تنفلق عند رفاء أو تدريز (محور طولي) في وسطها عند النضج. من أمثلة الثمرة المنفتقة القرن (كما في نباتات الفصيلتين البقولية والمركبة) والجرابية.[بحاجة لمصدر]

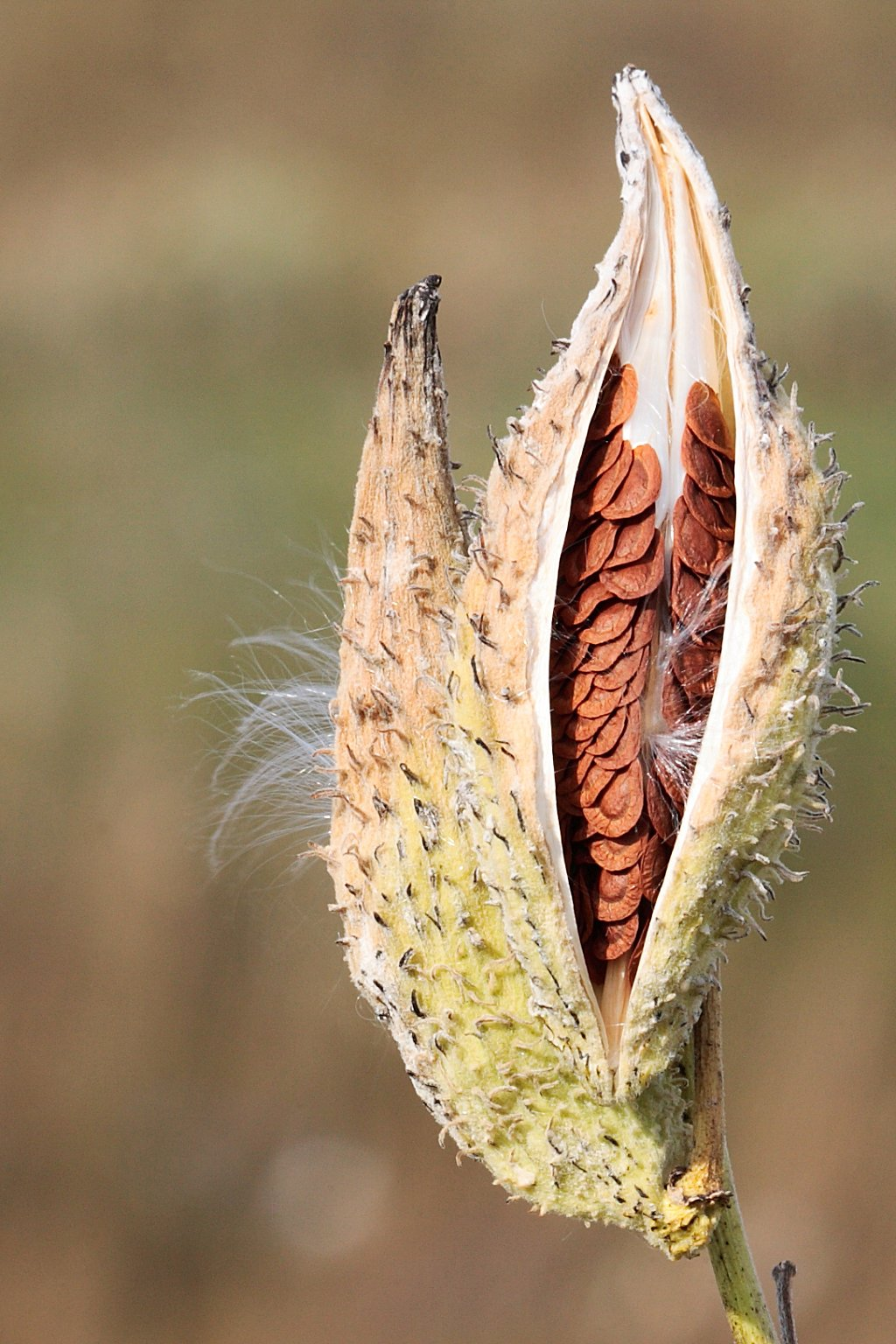
جرابية الصقلاب السوري

[بحاجة لمصدر]

## المصطلحات
التفتق أو التفزر أو التفتح أو الانشقاق أو الانفلاق أو التفلق أو التشقق

## معرض صور

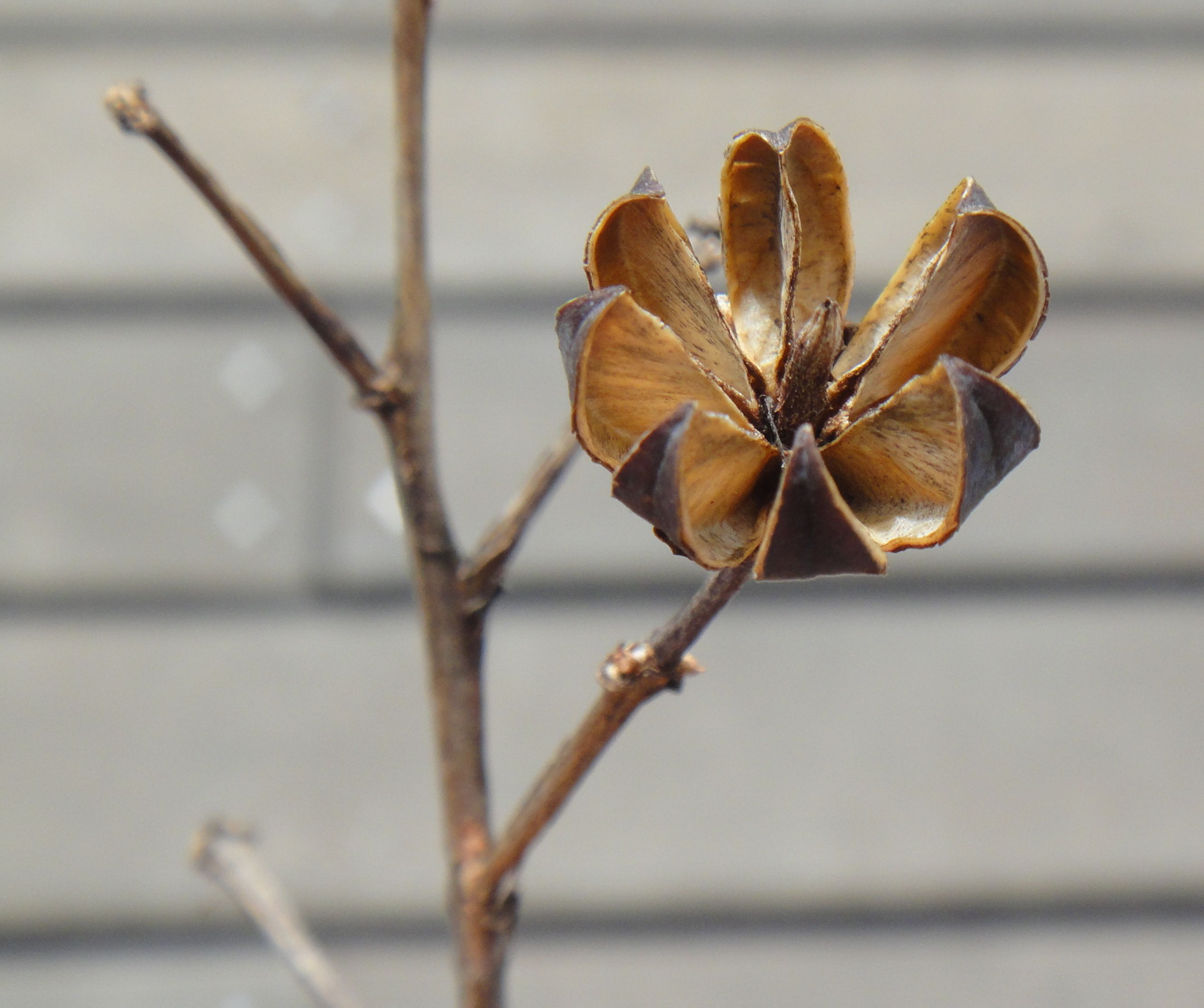
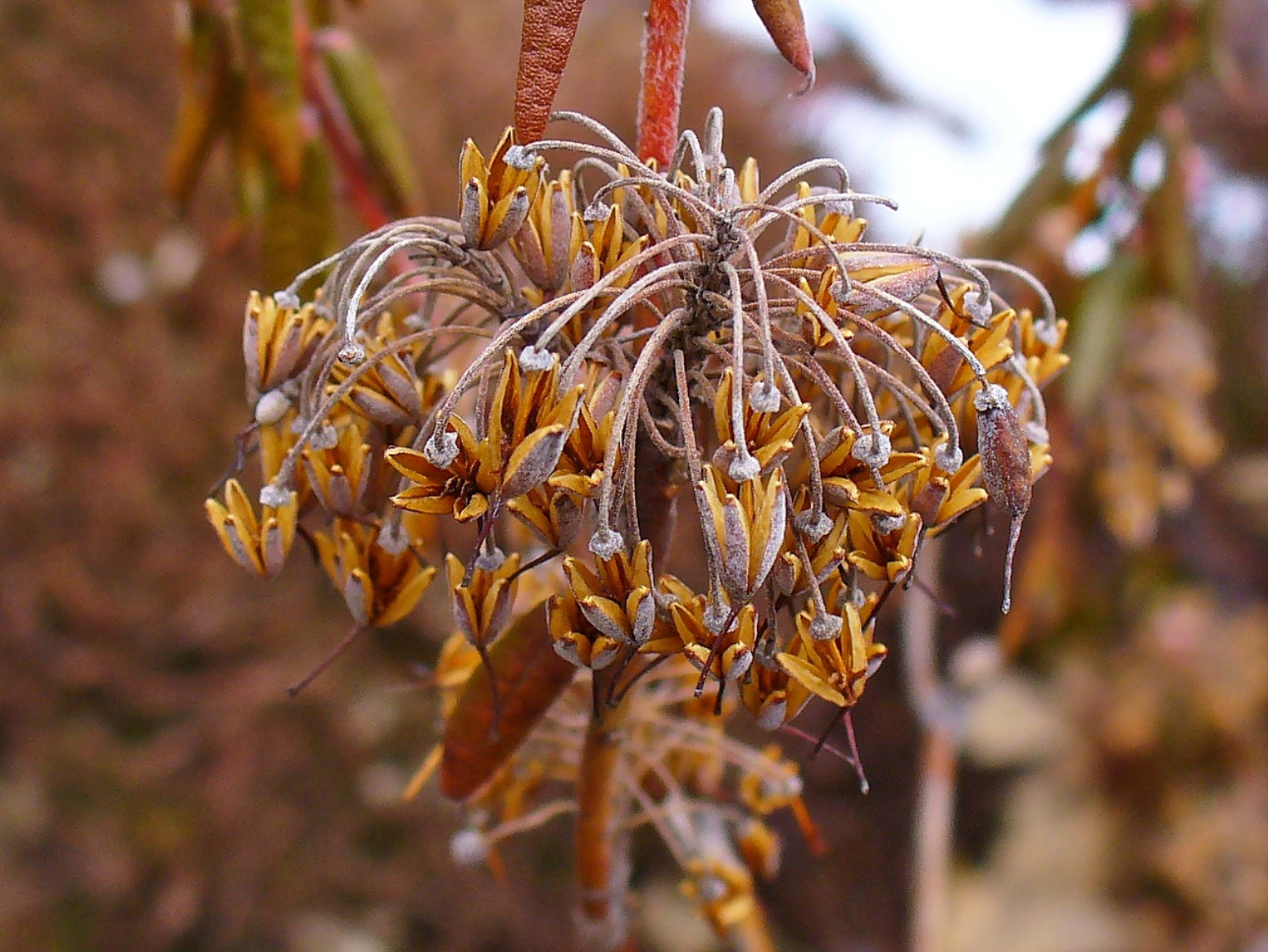
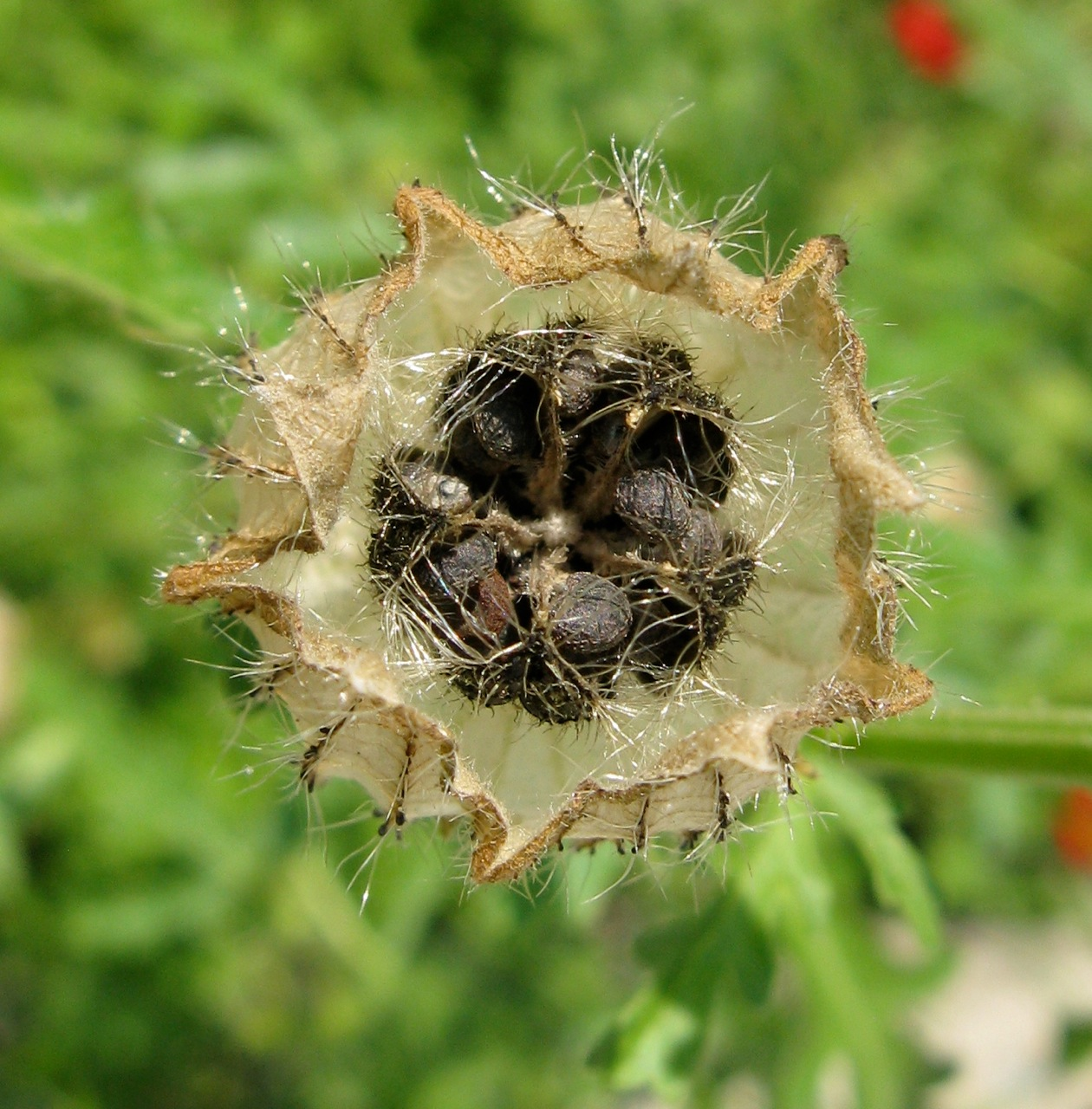
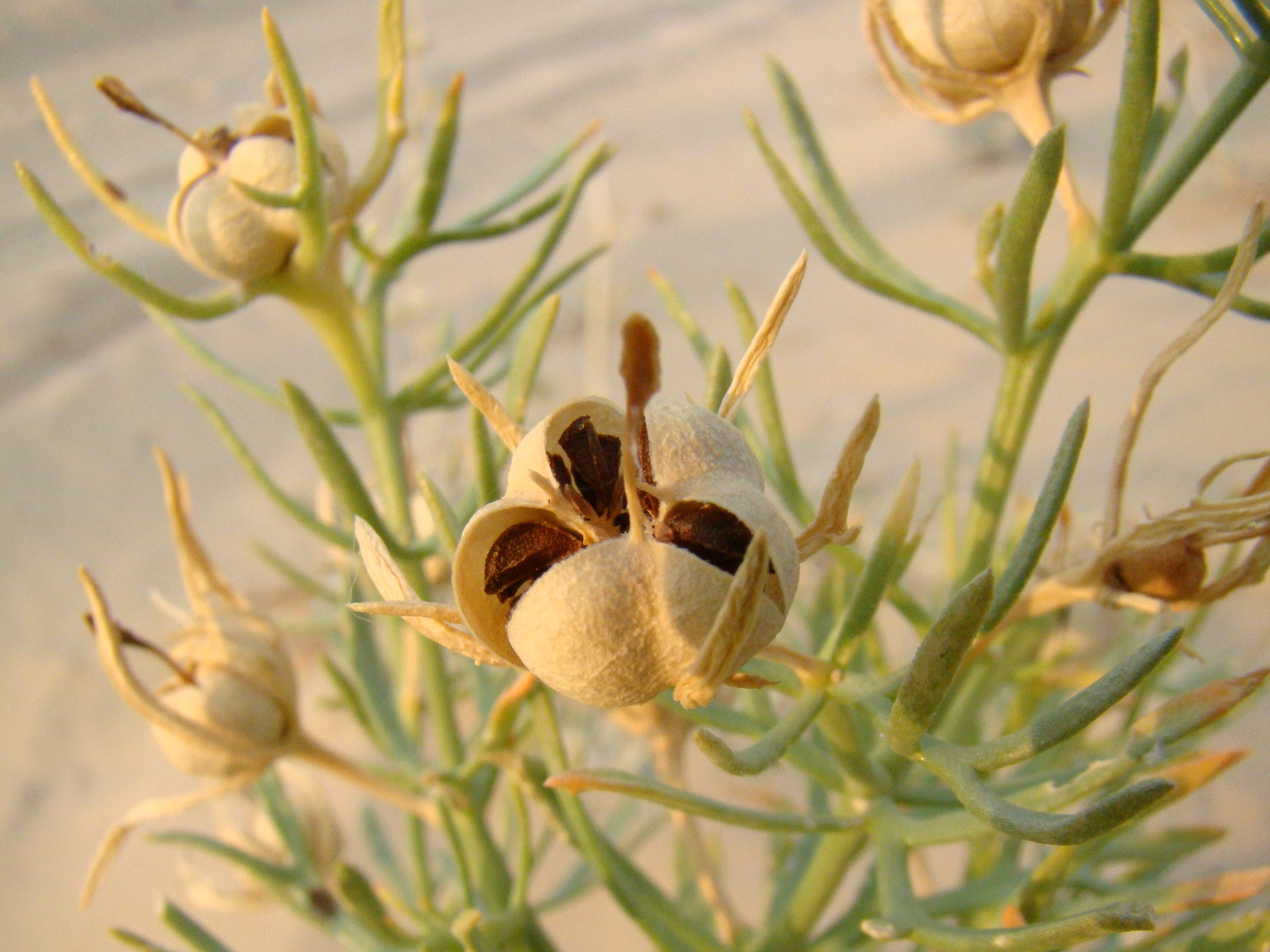